# Franz Mehring
Franz Erdmann Mehring (Schlawe, 27 de fevereiro de 1846 – Berlim, 28 de janeiro de 1919) foi um jornalista e historiador comunista alemão e revolucionário socialista. No início de sua atividade, simpatizou com posições democrático-burguesas, depois liberais, até voltar-se na década de 1880 para o marxismo e o partido que a ele se associava, o Partido Social-Democrata da Alemanha. No início do século XX, distancia-se desse partido e da social-democracia, que aderiram à Primeira Guerra Mundial e que cada vez mais tornava-se revisionista e, durante a Revolução Alemã de 1918-1919, torna-se um dos líderes da Liga Espartaquista revolucionária junto a Karl Liebknecht e Rosa Luxemburgo.
Mehring é também autor de uma biografia de Karl Marx considerada clássica, Karl Marx: A História da Sua Vida de 1918.

## Biografia

### Primeiros anos
Mehring nasceu em 27 de fevereiro de 1846 em Sławno, Pomerânia, filho de uma família burguesa.

### Atividade política
Mehring trabalhou para vários jornais diários e semanais e, ao longo de muitos anos, escreveu artigos importantes para a revista semanal Die Neue Zeit, que era a revista teórica oficial do Partido Social-Democrata da Alemanha, tendo recebido colaborações do próprio Marx e de Friedrich Engels na primeira geração.

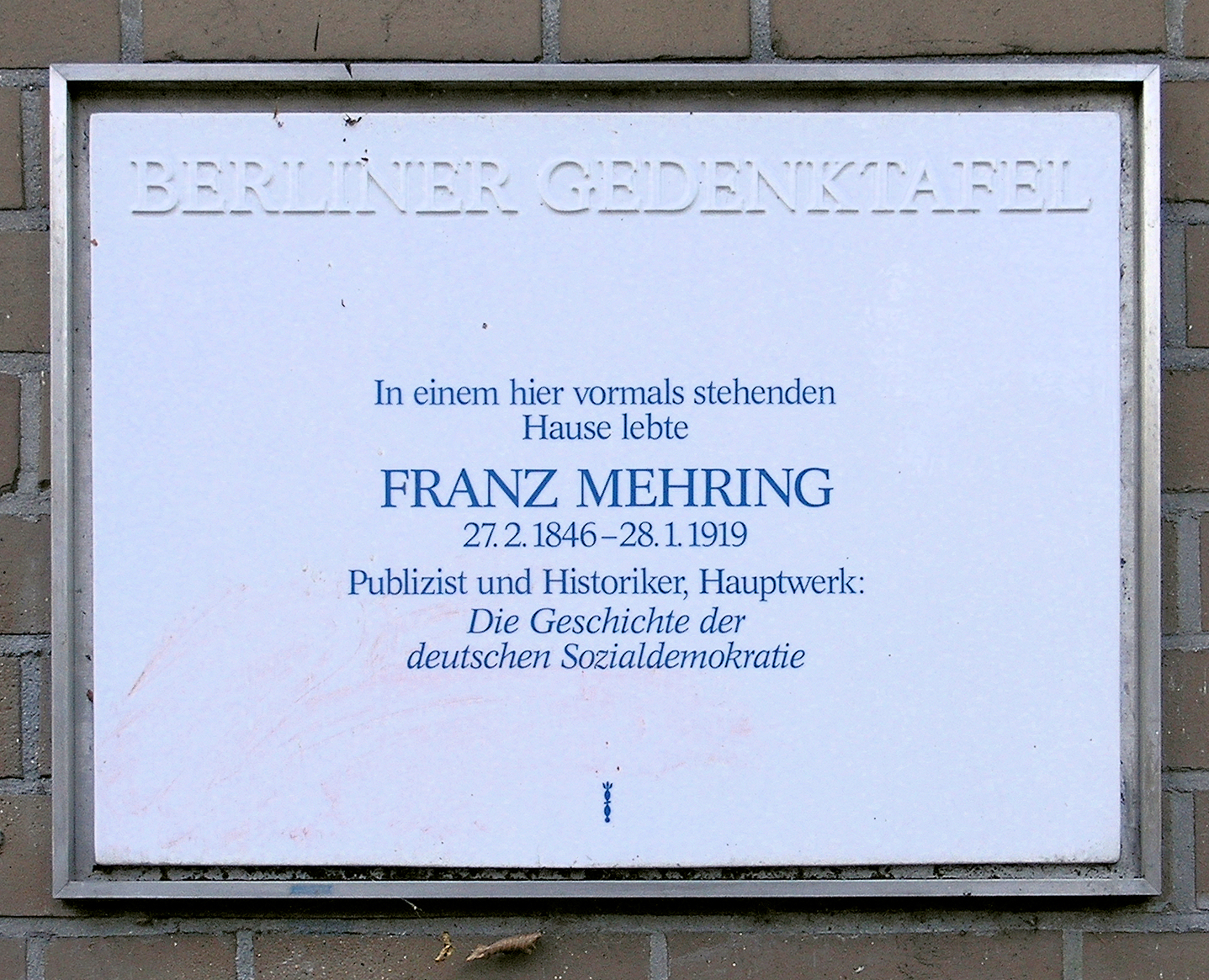
Placa memorial em Beymestrasse 7, Berlin-Steglitz.

Em 1868, Mehring mudou-se para Berlim para estudar e trabalhar na redação do jornal Die Zukunft.
De 1871 a 1874, Mehring trabalhou para o Escritório de Correspondência em Oldenburg, escrevendo relatórios sobre as sessões do Reichstag e do parlamento local. Ele se tornou um repórter parlamentar conhecido, trabalhando para os jornais Frankfurter Zeitung e Die Waage, este último publicado por Leopold Sonnemann (1831–1909).
Mehring deixa o Die Waage após uma discussão com Sonnemann e em 1884 torna-se editor-chefe do jornal liberal Berlin Volks-Zeitung. Manifesta-se contra a lei de Otto von Bismarck que proíbia o socialismo, mesmo sendo filho da burguesia. Em 1891, Mehring ingressa no SPD (Partido Social-Democrata da Alemanha).
Em 1893, Mehring recebeu uma carta de Friedrich Engels em seus anos finais, na qual este escreveu pela primeira vez o termo falsa consciência.
Entre 1902 e 1907, Mehring foi o editor-chefe do jornal social-democrata Leipziger Volkszeitung.
De 1906 a 1911, Mehring ensinou na escola do partido do SPD e foi membro do parlamento prussiano de 1917 a 1918.
Durante a Primeira Guerra Mundial, Mehring começou a se distanciar do SPD, junto com outros membros que acreditavam que o partido estava abandonando sua Agenda Socialista ao aprovar um projeto de lei para enviar mais tropas para a guerra. A luta pela paz contra a guerra imperialista e o revisionismo crescente do Partido Social-Democrata da Alemanha o fizeram se distanciar cada vez mais do partido. Em 1916, a Liga Spartaquista revolucionária marxista de esquerda foi fundada e Mehring torna-se um de seus principais líderes ao lado de Karl Liebknecht e Rosa Luxemburgo.
Em 1917, simpatiza com a Revolução de Outubro e com a tomada do poder pelos bolcheviques.
Mehring escreveu uma análise marxista das ações do rei guerreiro sueco Gustavus Adolphus, rejeitando a explicação oficial da Guerra dos Trinta Anos como tendo sido enraizada na religião, argumentando que os interesses econômicos e sociais de várias classes foram os verdadeiros incentivos para a ação.
Depois de "longos e irritantes atrasos devido à censura militar" (de acordo com o tradutor inglês Edward Fitzgerald, edição dos EUA de 1935), Karl Marx: A História de Sua Vida foi publicado em 1918. Biografia clássica de Marx, foi dedicado à camarada espartaquista Clara Zetkin. O livro foi posteriormente traduzido para vários idiomas, incluindo russo (1920), sueco (1921–1922), dinamarquês (1922), húngaro (1925), japonês (1930), espanhol (1932), inglês (1935) e português brasileiro (2013).

### Últimos anos e morte

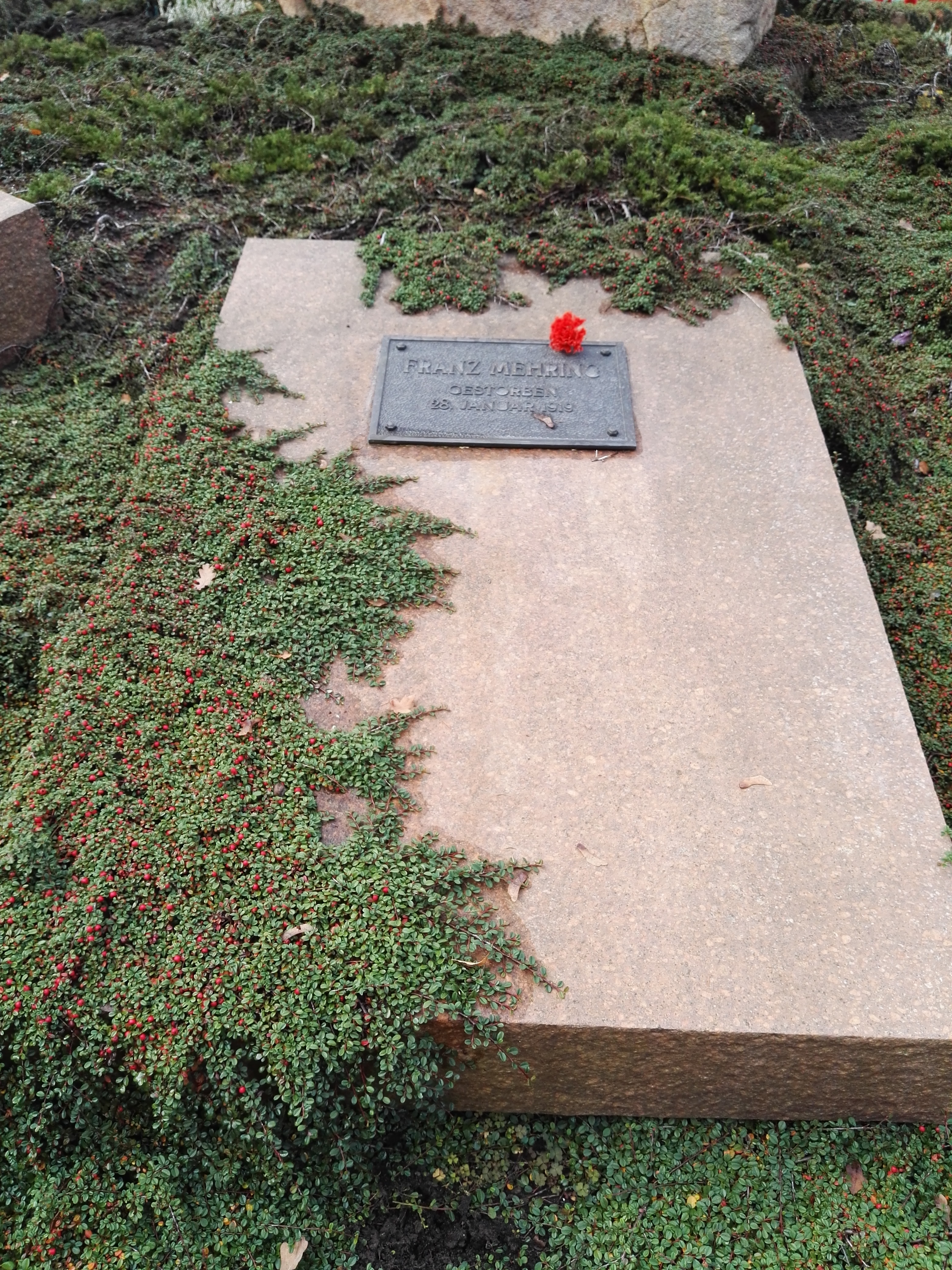
Túmulo.

Já com a saúde debilitada, Mehring foi profundamente afetado pelo assassinato de seus camaradas Rosa Luxemburgo e Karl Liebknecht em janeiro de 1919. Ele morreu pouco menos de duas semanas depois, em 28 de janeiro de 1919, em Berlim, aos 73 anos.
Os papéis de Mehring residem no Centro Russo para Preservação e Pesquisa de Documentos Históricos Modernos (RCChIDNI) em Moscou. Este material também está disponível para uso por estudiosos em três rolos de microfilme, com permissão exigida pelo centro antes que extratos extensos possam ser publicados.

## Homenagens

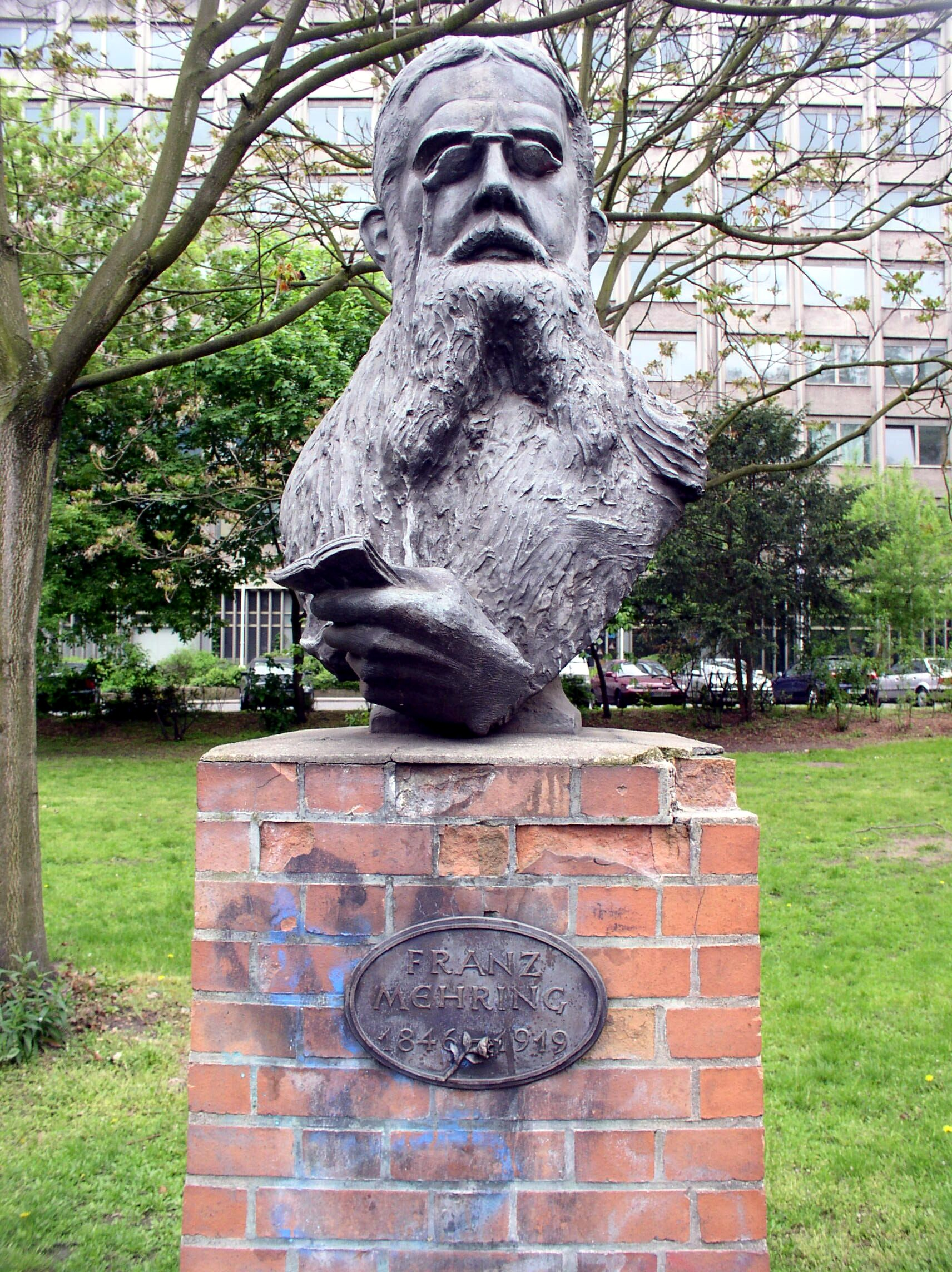
Monumento a Franz Mehring por Heinrich Apel na Praça Franz Mehring em Berlim-Friedrichshain.

Mehringdamm, Mehringplatz e a Força Aérea e Defesa Aérea do Exército Popular Nacional, localizada em Kamenz, foram nomeados em sua homenagem.